# سفارة بلغاريا في النرويج
سفارة بلغاريا في النرويج هي أرفع تمثيل دبلوماسي لدولة بلغاريا لدى النرويج. تقع السفارة في أوسلو وهي تهدف لتعزيز المصالح البلغارية في النرويج.

## وصلات خارجية
- قائمة سفارات بلغاريا
- قائمة السفارات في النرويج